# Ras El Ma
Ras El Ma là một đô thị thuộc tỉnh Sidi Bel Abbès, Algérie. Dân số thời điểm năm 2002 là 14.862 người.